# プロテイノプラスト

色素体の種類

プロテイノプラスト(Proteinoplast)は、植物細胞のみに見られる特殊な細胞小器官である。タンパク質の結晶を含み、酵素作用の場となる。プロテイノプラストは、ブラジルナッツやラッカセイ等の多くの植物の種子に含まれる。全ての色素体は、高濃度のタンパク質を含むが、プロテイノプラストは、1960年代から1970年代にかけて、光学顕微鏡でも電子顕微鏡でも見える大きなタンパク質包摂体として発見された。アミロプラストがデンプン貯蔵、エライオプラストが脂肪貯蔵に特化しているように、プロテイノプラストがタンパク質貯蔵に特化しているか否かは分かっていない。2007年に書かれた文献では、プロテイノプラストに関して、それまでの25年で研究論文が全く出されていないことが記述されている。
プロテイノプラストは色素体の1種であり、色素を欠くことから、特に白色体に分類される。